# Ofenbach
Ofenbach is een Frans DJ-duo dat bestaat uit Dorian Lauduique en César de Rummel en in 2014 werd opgericht in Parijs. Het duo werd internationaal bekend met hun nummer "Be Mine", en behaalden daarna nog meerdere hitnoteringen met hun singles "Head Shoulders Knees & Toes" en "Wasted Love". Daarnaast staan ze ook bekend voor het maken van remixen van bekende liedjes, waaronder nummers van Bob Sinclar en James Bay.

## Biografie
Het duo leerde elkaar in hun kindertijd kennen als buren in een voorstad van Parijs, en begonnen op 13-jarige leeftijd samen met een band die rocknummers coverde. Dorian was de zanger en speelde gitaar en César was de pianist en drummer. Later gaven ze aan dat veel van hun inspiratie van deze muzieksoorten komt, met onder andere Supertramp, The Rolling Stones, en Led Zeppelin als inspiratiebronnen.
Na de middelbare school schreven ze zich allebei in voor een filmschool, en begonnen daarnaast hun interesse in muziek voort te zetten door liedjes te produceren. Ze raakten geïnteresseerd in deep house, met name door muziek van Robin Schulz en Bakermat, maar haalden ook inspiratie uit Franse house en techno van onder andere Daft Punk en Stardust. Nadat ze al meerdere keren samen optraden als DJ-duo in ondergrondse Parijse bars, vond het duo eindelijk een artiestennaam: Ofenbach. Deze naam was geïnspireerd op een partituur van Jacques Offenbach die César thuis had gevonden.
Na een paar singles die in 2015 werden uitgebracht ("What I Want" en "You Don't Know Me"), werd in 2016 het nummer "Be Mine" uitgebracht. Dit nummer bleek hun nationale en internationale doorbraak te worden, want het behaalde een 5e plaats in de Franse hitlijsten en behaalde ook hitnoteringen in andere Europese landen.
In 2017 coverde het duo het nummer "Katchi" van de Californische singer-songwriter Nick Waterhouse, waar ze het nummer met hun diepe house-, rock- en popinvloeden hadden aangepast en hiermee op 1 binnenkwamen in de Franse hitlijsten. Sindsdien trad het duo op steeds meer festivals op, waaronder op Tomorrowland, en verzorgde het de openingsshow voor de Europa League-finale tussen Olympique de Marseille en Atletico Madrid in Lyon.
Vanaf 2020 zijn er steeds meer nummers van het duo die in de Europese hitlijsten voorkomen, waaronder "Head Shoulders Knees & Toes" (2020), "Wasted Love" en "Hurricane" (beiden 2021).

## Overige activiteiten
Naast hun singles en radiohits componeerde de groep ook filmmuziek voor de film Toute ressemblance... van de Franse regisseur Michel Denisot.
In 2018 werden ze genoemd in Vanity Fair's lijst van de 50 meest invloedrijke Fransen ter wereld.

## Discografie

### Studio albums
| Jaar | Titel    | Hitnoteringen | Hitnoteringen | Hitnoteringen | Hitnoteringen |
| Jaar | Titel    | NL            | BE            | FR            | CH            |
| ---- | -------- | ------------- | ------------- | ------------- | ------------- |
| 2019 | Ofenbach | —             | —             | 77            | —             |
| 2022 | I        | —             | —             | 67            | 93            |

### Singles
| Jaar | Titel                                                                 |    |    | Hitnotering | Hitnotering | Hitnotering | Hitnotering | Hitnotering | Hitnotering | Hitnotering | Hitnotering | Album    |
| Jaar | Titel                                                                 | NL | BE | FR          | DE          | AT          | IT          | NO          | VK          | ZW          | CH          | Album    |
| ---- | --------------------------------------------------------------------- | -- | -- | ----------- | ----------- | ----------- | ----------- | ----------- | ----------- | ----------- | ----------- | -------- |
| 2014 | Around the Fire                                                       | —  | —  | —           | —           | —           | —           | —           | —           | —           | —           |          |
| 2014 | Don't Worry, Be Happy(met Henri PFR)                                  | —  | —  | —           | —           | —           | —           | —           | —           | —           | —           |          |
| 2014 | What I Want(met Karlk)                                                | —  | —  | —           | —           | —           | —           | —           | —           | —           | —           |          |
| 2014 | Kumbaye(met FDVM)                                                     | —  | —  | —           | —           | —           | —           | —           | —           | —           | —           |          |
| 2015 | Above the Clouds(met Bear's Den)                                      | —  | —  | —           | —           | —           | —           | —           | —           | —           | —           |          |
| 2015 | You Don't Know Me(feat. Brodie Barclay)                               | —  | —  | —           | —           | —           | —           | —           | —           | —           | —           |          |
| 2016 | Be Mine                                                               | —  | 38 | 5           | 11          | 4           | 7           | —           | —           | 97          | 6           | Ofenbach |
| 2017 | Katchi(vs. Nick Waterhouse)                                           | —  | —  | 1           | 9           | 5           | 19          | —           | —           | —           | 6           | Ofenbach |
| 2018 | Party(vs. Lack Of Afro feat. Wax & Herbal T)                          | —  | —  | 60          | —           | —           | —           | —           | —           | —           | —           |          |
| 2018 | Paradise(feat. Benjamin Ingrosso)                                     | —  | —  | 24          | —           | —           | —           | —           | —           | 99          | —           | Ofenbach |
| 2019 | Rock It                                                               | —  | —  | 24          | —           | —           | —           | —           | —           | —           | —           | Ofenbach |
| 2019 | Wicked Game (Souvenirs d'été)(feat. Bergman)                          | —  | —  | —           | —           | —           | —           | —           | —           | —           | —           |          |
| 2019 | Insane                                                                | —  | —  | 101         | —           | —           | —           | —           | —           | —           | —           |          |
| 2020 | We Can Hide Out(met Portugal. The Man)                                | —  | —  | —           | —           | —           | —           | —           | —           | —           | —           | Ofenbach |
| 2020 | Head Shoulders Knees & Toes(met Quarterhead feat. Norma Jean Martine) | 7  | 7  | 7           | 6           | 3           | 99          | 16          | —           | 32          | 6           | I        |
| 2021 | Wasted Love(feat. Lagique)                                            | 23 | 18 | 24          | 12          | 19          | 65          | —           | 84          | —           | 13          | I        |
| 2021 | Call Me Papi(met Feder feat. Dawty Music)                             | —  | —  | 179         | —           | —           | —           | —           | —           | —           | —           |          |
| 2021 | Hurricane(met Ella Henderson)                                         | 43 | 31 | 58          | —           | —           | —           | —           | —           | —           | —           | I        |
| 2021 | On My Shoulders(met Dubdogz)                                          | —  | —  | —           | —           | —           | —           | —           | —           | —           | —           |          |
| 2022 | 4U                                                                    | —  | —  | 93          | —           | —           | —           | —           | —           | —           | —           | I        |
| 2022 | Love Me Now(feat. Fast Boy)                                           | —  | —  | 161         | —           | —           | —           | —           | —           | —           | —           | I        |
| 2022 | Deep It Low(met Fabich)                                               | —  | —  | —           | —           | —           | —           | —           | —           | —           | —           |          |
| 2022 | I Ain't Got No Worries(met R3hab)                                     | —  | —  | —           | —           | —           | —           | —           | —           | —           | —           | I        |
| 2023 | Body Talk(feat. SVEA)                                                 | —  | —  | —           | —           | —           | —           | —           | —           | —           | —           |          |
| 2023 | Can't Forget You(feat. James Carter, James Blunt)                     | —  | —  | —           | —           | —           | —           | —           | —           | —           | —           |          |
| 2023 | Overdrive (feat. Norma Jean Martine)                                  | —  | —  | —           | —           | —           | —           | —           | —           | —           | —           |          |

### Remixen
- 2014 : Miriam Makeba - Pata Pata (Ofenbach Remix)
- 2014 : Andreas Moe - Under the Sun (Ofenbach Remix)
- 2014 : James Bay - Hold Back the River (Ofenbach Remix)
- 2015 : Bob Sinclar feat. Dawn Tallman - Feel the Vibe (Ofenbach Remix)
- 2016 : Lily & Madeleine - Come To Me (Ofenbach Remix)
- 2016 : Måns Zelmerlöw - Should've Gone Home (Je ne suis qu'un homme) (Ofenbach Remix)
- 2016 : Shem Thomas - We Just Need A Little (Ofenbach Remix)
- 2017 : James Blunt - Love Me better (Ofenbach Remix)
- 2017 : Portugal. The Man - Feel It Still (Ofenbach Remix)
- 2017 : Rudimental feat. James Arthur - Sun Comes Up (Ofenbach Remix)
- 2017 : Robin Schulz feat. James Blunt - OK (Ofenbach Remix)
- 2018 : Clean Bandit feat. Demi Lovato - Solo (Ofenbach Remix)
- 2018 : Lost Frequencies feat. James Blunt - Melody (Ofenbach Remix)
- 2018 : Bebe Rexha - I'm a Mess (Ofenbach Remix)
- 2019 : Lauv feat. Anne-Marie - Fuck, I'm Lonely (Ofenbach Remix)
- 2020 : Dua Lipa - Physical (Ofenbach Remix)
- 2020 : Joel Corry feat. MNEK - Head & Heart (Ofenbach Remix)
- 2020 : Robin Schulz feat. Kiddo - All We Got (Ofenbach Remix)
- 2021 : Faouzia & John Legend - Minefields (Ofenbach Remix)
- 2021 : Years and Years - Starstruck (Ofenbach Remix)
- 2021 : Ed Sheeran - Shivers (Ofenbach Remix)
- 2022 : Aidan Martin - Easy (Ofenbach Remix)
- 2022 : Coldplay & Selena Gomez - Let Somebody Go (Ofenbach Remix)